# La Muette (Métro Paris)

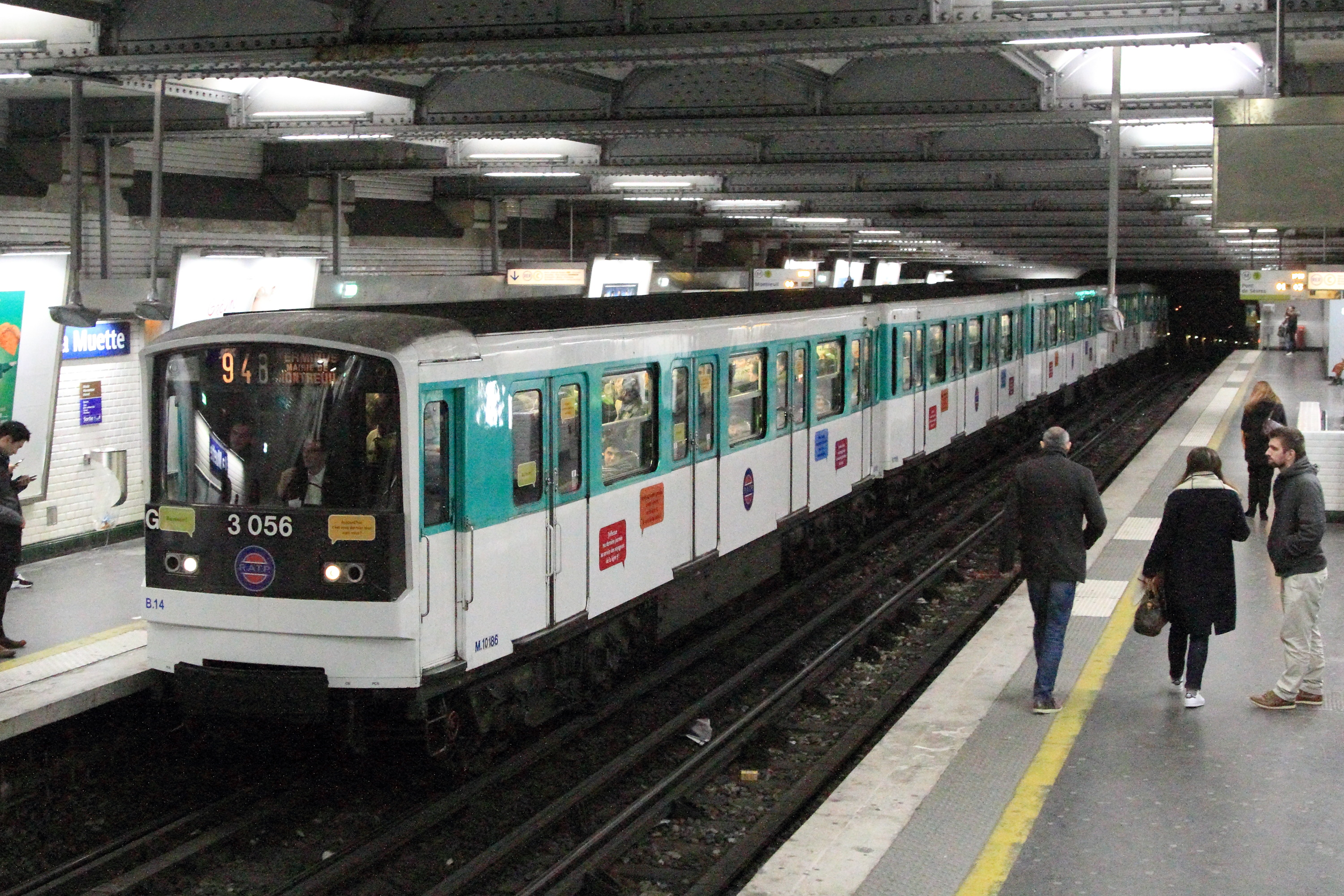
Letzter Einsatz der Baureihe MF 67 auf der Linie 9, Station La Muette am 14. Dezember 2016

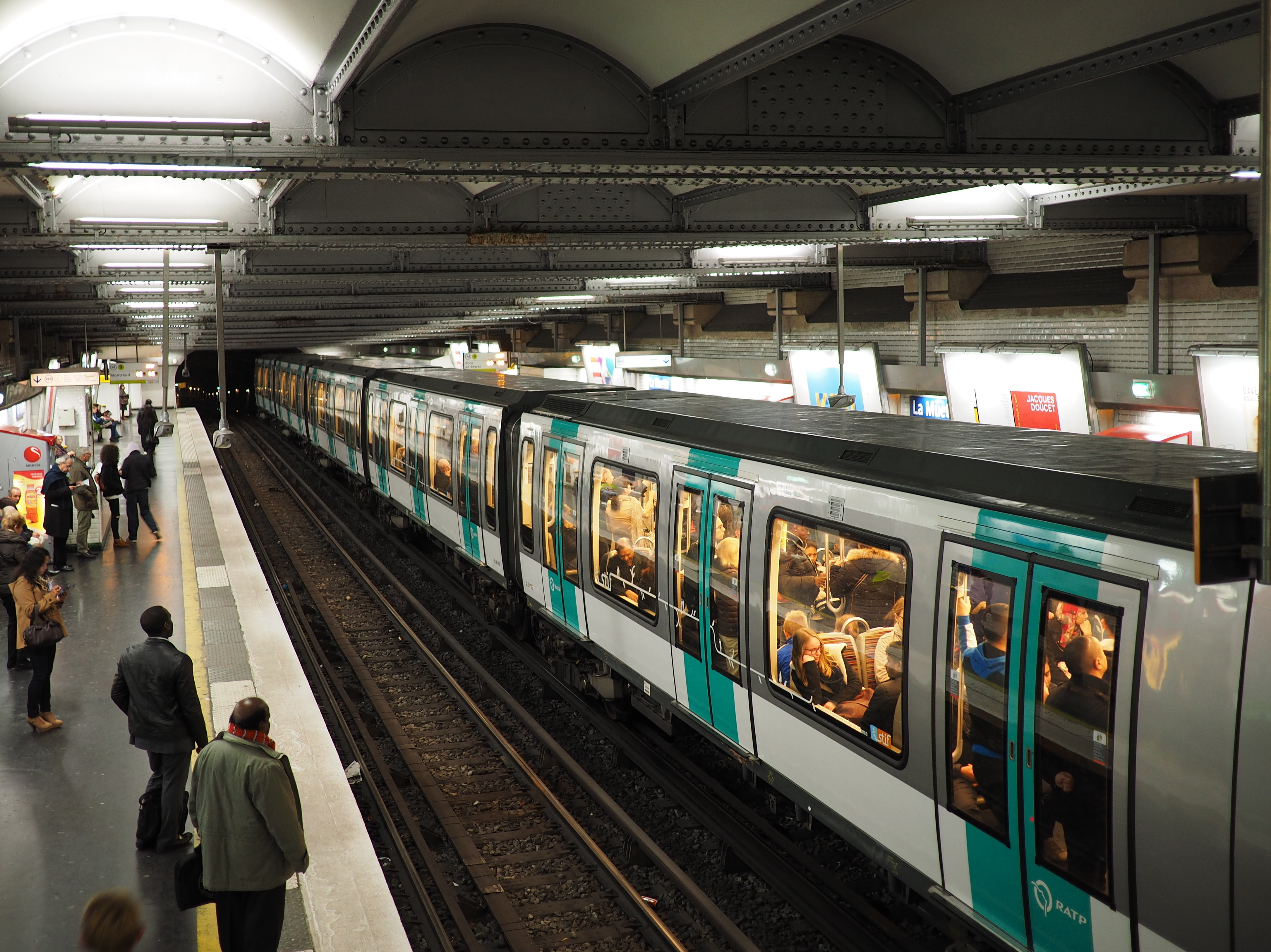
La Muette mit Zug der Baureihe MF 01

Der U-Bahnhof La Muette ist eine unterirdische Station der Linie 9 der Pariser Métro. Am mit ihm verknüpften Bahnhof Boulainvilliers besteht die Umsteigemöglichkeit zur Linie C des S-Bahn-ähnlichen RER-Netzes.

## Lage
Die Station befindet sich im Quartier de la Muette des 16. Arrondissements von Paris. Sie liegt unter dem nördlichen Ende der Avenue Mozart an deren Mündung in den Straßenzug Chaussée de la Muette – Avenue Paul Doumer.

## Name
Benannt ist die Station nach der Chaussée de la Muette. Diese hat ihren Namen vom Château de la Muette, einem nahegelegenen Schloss, das im 17. und 18. Jahrhundert Mitgliedern der königlichen Familie als Wohnsitz diente. Es wurde 1826 abgerissen, der in den 1920er Jahren an anderer Stelle errichtete gleichnamige Nachfolgebau beherbergt den Hauptsitz der OECD.

## Geschichte und Beschreibung
Am 8. November 1922 wurde die Station in Betrieb genommen, als der 3,5 km lange erste Abschnitt der Linie 9 von Trocadéro bis Exelmans eröffnet wurde. Sie wurde von der Bahngesellschaft CMP errichtet und ist 75 m lang. Abweichend von der in Paris häufiger anzutreffenden Bauweise mit elliptischem Querschnitt weist die Station eine waagrechte Metalldecke auf. Auf quer zur Fahrtrichtung liegenden eisernen Stützbalken ruhen Längsträger, die kleine, aus Ziegelsteinen gemauerte Gewölbe tragen.
Die Station hat zwei Seitenbahnsteige an zwei Streckengleisen. Der Zugang liegt an der Westseite der Avenue Mozart an der Chaussée de la Muette, er ist durch einen Kandelaber des Typs „Val d’Osne“ markiert. Ein zusätzlicher Ausgang mit Rolltreppe befindet sich auf der gegenüberliegenden Straßenseite.

## Fahrzeuge
Die Linie 9 wird mit konventionellen Fahrzeugen betrieben, die auf Stahlschienen verkehren. Zunächst verkehrten Züge der Bauart Sprague-Thomson, die dort ihr letztes Einsatzgebiet hatten. 1983 kam die Baureihe MF 67 auf die Strecke. Seit Oktober 2013 kam zunehmend die Baureihe MF 01 zum Einsatz, am 14. Dezember 2016 verkehrte der letzte MF-67-Zug auf der Linie 9.

## Umgebung

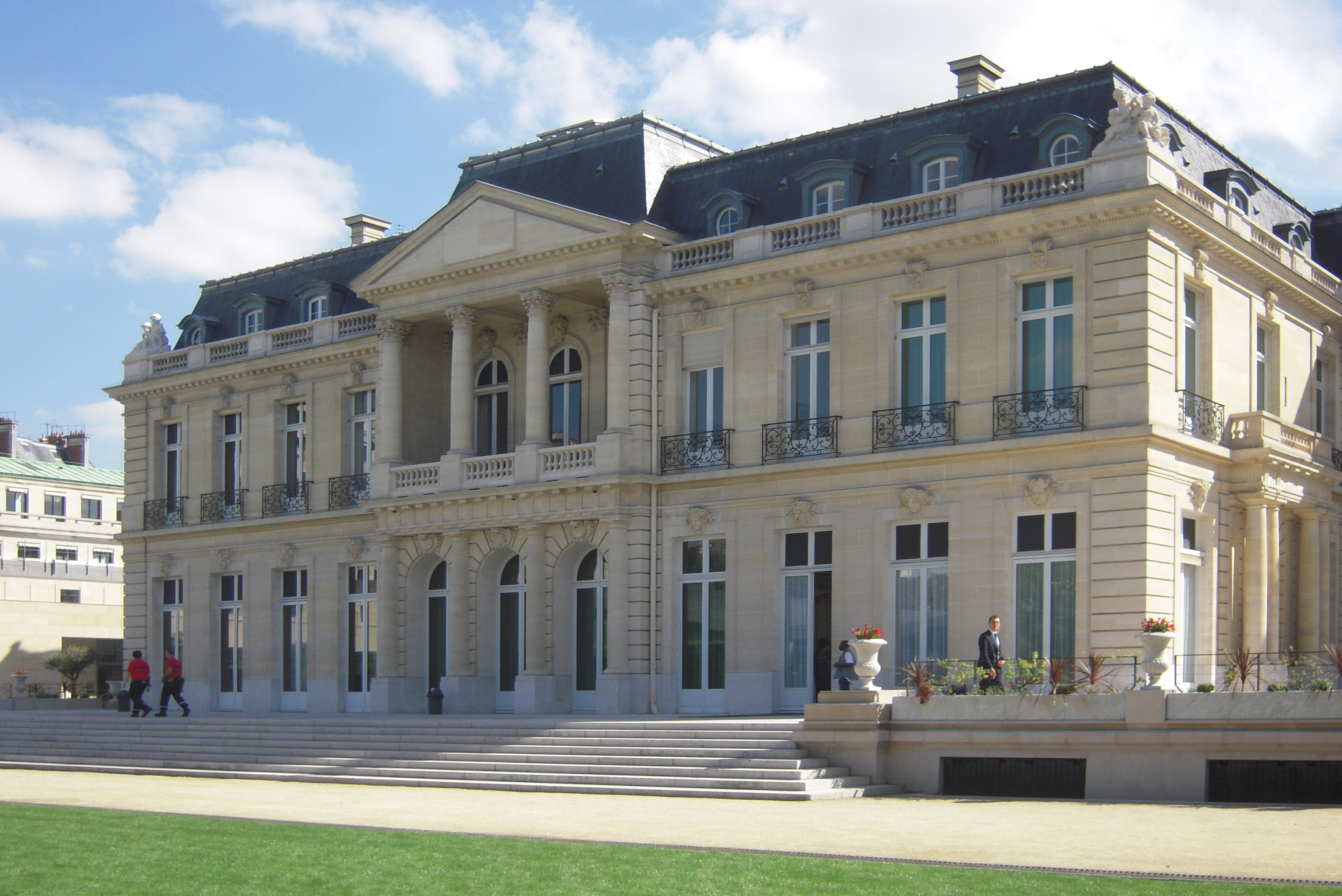
Heutiges Château de la Muette, Sitz der OECD

- Hauptsitz der OECD im 1921/22 errichteten Nachfolgebau des Château de la Muette